# البطريرك الأخير
البطريرك الأخير  هي رواية من تأليف نجاة الهاشمي صدرت سنة 2008 ونشرتها دار بلانيتا للنشر. القصة الأصلية مكتوبة باللغة الكاتالونية (بالكاتالونية: L'últim patriarca)، تم نشر النسخة الإسبانية بعد فترة وجيزة من قبل نفس دار النَّشر، بعد نجاحها تُرجمت إلى سبع لغات. في نفس السنة فازت بجائزة رامون لول للروايات سنة 2008. صدرت هذه الرواية للكاتبة نجاة الهاشمي بعد رواية "أنا أيضا كاتالونيَّة" عن دار النشر كوليمان. تدور أحداث الرواية حول الهجرة والمنفى وعلاقتها بالمشهد اللغوي الاجتماعي، حيث كان على الشخصية الرئيسية في الرواية، وهو ابن الأراضي المغربية الشاسعة، أن يهاجر إلى كاتالونيا حيث ستنتقل عائلته لاحقًا. سوف تميل ابنته بالتَّشبت نحو أرض الوجهة بدلاً من أرض الجذور، وبالتالي سينتهي بها الأمر بالشعور بأنها كاتالونية أكثر من كونها ريفية.

## أحداث الرواية
تحكي أحداث الرواية قصة ميمون دريوش الذي يعيش بين ثقافتين مختلفتين مغربية وريفية وكتالونية. تتميز شخصيته بعقلية سلطوية ومستبدة إلى حد كبير. هذا المنظور يُقدَّمُ لنا بعيون شخصية أخرى هي ابنته التي ترفض الخضوع للفرضيات الأبوية للرجل. ميمون كان مهووسا بالنساء، لكن دون أن يمنحهن الاحترام الذي يستحققنه، ناهيك عن نساء عائلته الذين يسيء معاملتهن. يمكن أن تكون هذه الرواية مفاجئة للقارئ بسبب المواقف الدرامية من جهة واللمسات الفكاهة الساخرة من جهة ثانية.

## اقتباسات

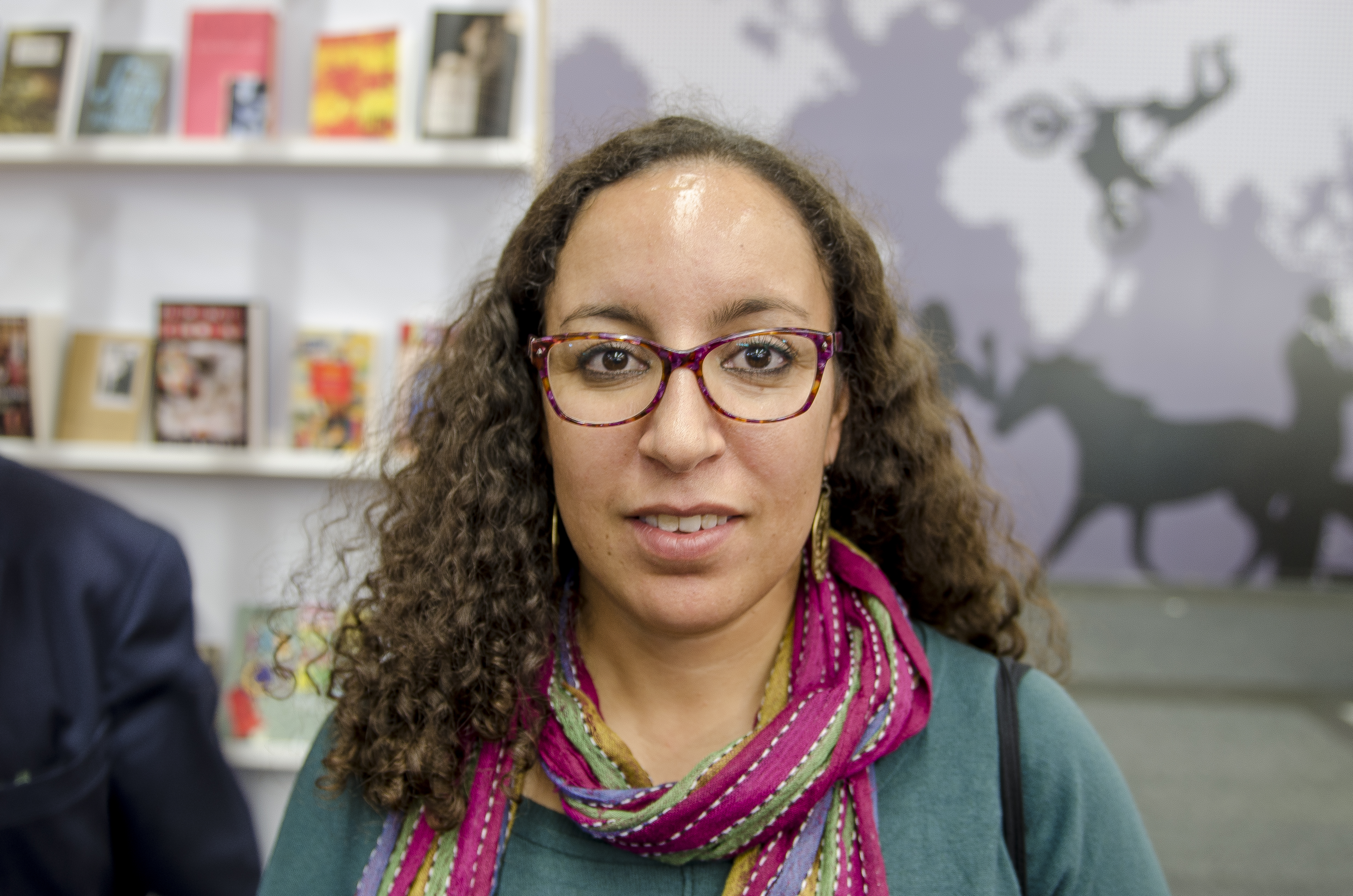
صاحبة الرواية الكاتبة نجاة الهاشمي

«وأراد والدي أن نتحدث بتلك اللغة أمامهم حتى لا نسيء إليهم، وحتى لا يظنوا أننا نقول أشياء... انظر أنت ماهي. لكنني لم أستطع، لم أستطع التحدث معه بأي لغة أخرى غير اللغة التي عرفتُه بها» (ص192).
«صاحت أمي في وجهي، وهي تقفل الباب: " هل رأيت هذه التنورة، ما أقصرها؟ ليحفظنا الله من كثرة هذه الذنوب" (الصفحة 177)».
«مرَّت ساعات ونحن في حجِّنا هذا، إلى أن عدنا إلى الشقة التي لم تعد كما تركناها، أصبحت تفوح منها رائحة الوطن الذي غادرناه، لأنَّ أمي قد شرعت في مراسيم الطَّبخ...» (الصفحة 176).

## الكاتبة
نجاة الهاشمي  كاتبة إسبانية من أصول مغربية، ولدت بمدينة الناظور بمنطقة الريف بالمغرب سنة 1979، انتقلت إلى بلدة فيك بمنطقة كاتالونيا عندما كان عمرها ثماني سنوات. درست فيلولوجيا اللغة العربية في جامعة برشلونة واشتغلت كمقدمة برنامج إخباري أسبوعي باللغة الأمازيغية على محطة إذاعة كاتالونيا الثقافية السابقة. تقولُ، أنها تكتب من أجل الحياة، حيث تبدو الأشياء في بعض الأحيان صادمة وغير قابلة للتصديق لدرجة أنه من الضروري وضع النظام من خلال النص للعثور على معنى فيها. لقد كانت حياتها وعملها  عنصرًا أساسيًا في المجتمع، بل إن وجهة نظرها تجاه المجتمع مثيرة للقلق. عندما كانت طفلة، كانت تكتب القصص،وساعدها ذلك بطريقة معينة على التعبير عن مخاوفها.

## الأعمال
- أنا أيضًا كتالونية. 2004. دار النشر(Columna). . النظام القياسي الدولي لترقيم الكتب 84-664-0424-4
- البطريرك الأخير. 2008. دار النشر (Planeta). النظام القياسي الدولي لترقيم الكتب 978-84-9708-185-6
- الرجل الذي يسبح. 2008. دار النشر (Columna). . النظام القياسي الدولي لترقيم الكتب 9788466409643
- صائدة الأجساد. 2011. دار النشر (Planeta).النظام القياسي الدولي لترقيم الكتب 9788408098775
- الابنة الأجنبية. 2015. دار النشر (Planeta) . النظام القياسي الدولي لترقيم الكتب 9788423349968
- أم من حليب وعسل. 2018. دار النشر " Destino ".
- يتحدثون دائنا نيّابة عنّا. 2019. دار النشر(Destino) . النظام القياسي الدولي لترقيم الكتب 9788423356041
- يحبّوننا أيام الإثنين. 2021. دار النشر " Destino ".